# Triumvirat
Triumvirat was een progressieve rockband (een driemanschap) die ontstond in 1969 in Keulen, Duitsland. De oprichters waren toetsenist/componist Jürgen Fritz, drummer Hans Bathelt en bassist Werner Frangenberg. Vanaf het begin werd hun muzikale stijl vergeleken met de muziek van Emerson, Lake & Palmer uit diezelfde tijd.
In de jaren 70 behaalden ze internationaal succes, met het uitkomen van het album Spartacus als commercieel hoogtepunt in 1975.

## Discografie
- Dancers Delight/Timothy (1971, single)
- Mediterranean Tales: Across the Waters (1972, lp)
- Illusions on a Double Dimple (1974, lp)
- Spartacus (1975, lp)
- Old Loves Die Hard (1976, lp)
- New Triumvirat Presents Pompeii (1977, lp)
- A la Carte (1978, lp)
- Russian Roulette (1980, lp)
- Essential (2012)

### NPO Radio 2 Top 2000
Van Triumvirat stond alleen Waterfall in 2000 in de NPO Radio 2 Top 2000, op plek 1533.